# Michael Hadschieff
Michael Florian Hadschieff, född 5 oktober 1963 i Innsbruck, är en österrikisk före detta skridskoåkare.
Hadschieff blev olympisk silvermedaljör på 10 000 meter vid vinterspelen 1988 i Calgary.